# Château de Strome
Le château de Strome est un château en ruine sur les rives du Loch Carron, à environ six kilomètres au sud-ouest du village de Lochcarron, dans la côte ouest de la zone administrative écossaise de Highland

## Histoire

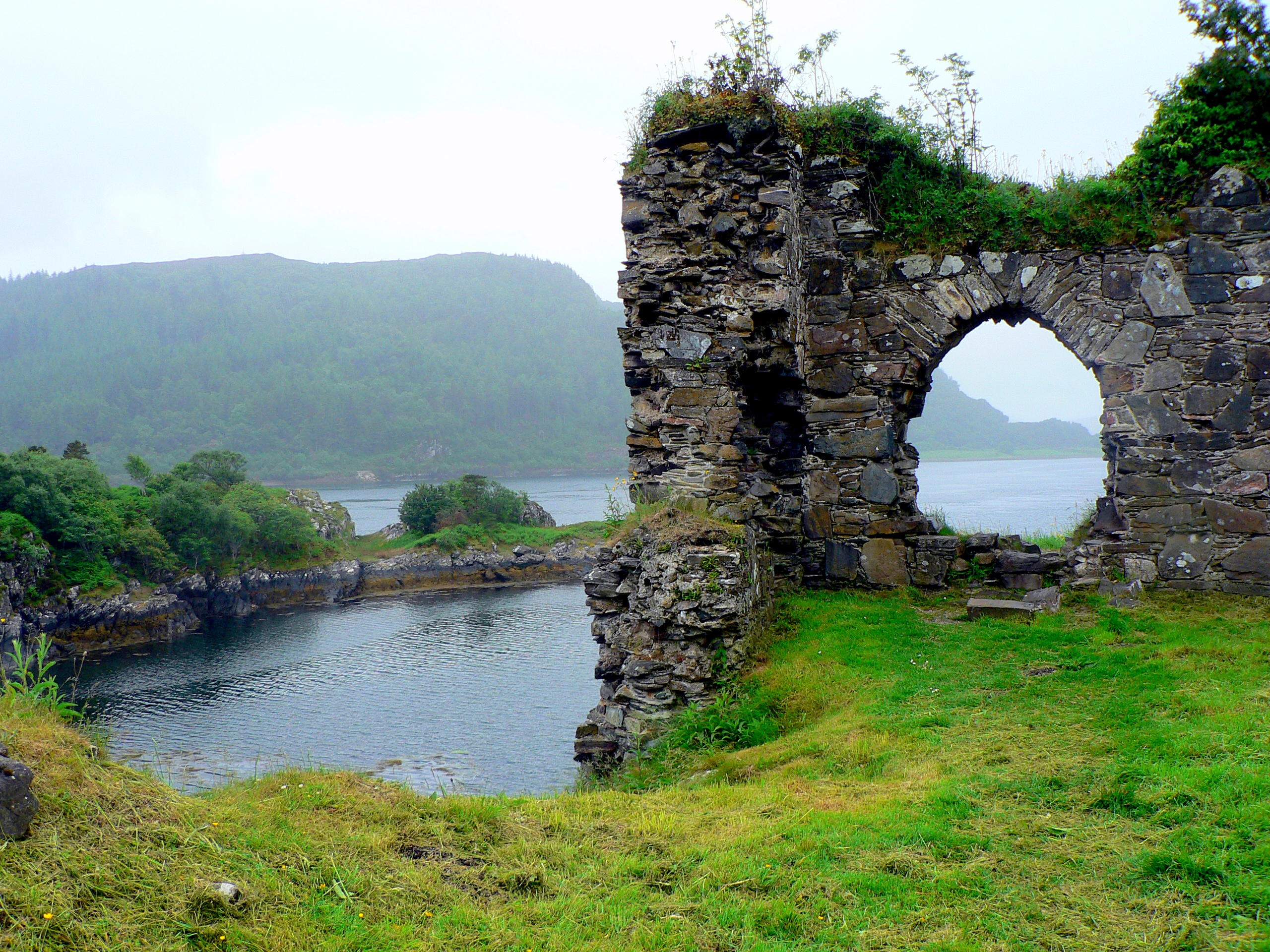
Ruines du château

Le château fut construit par les Macdonald, Comtes de Ross. En 1472, il devint propriété du Clan MacDonald de Lochalsh qui le donna à Alan MacDonald Dubh, 12e chef du Clan Cameron, pour qu'il soit géré au nom des MacDonald. En 1539, le roi Jacques V d'Écosse accorda le château au Clan MacDonnell de Glengarry et Hector Munro, chef du Clan Munro, en devint propriétaire en leur nom.
En 1602, le château fut assiégé par Kenneth Mackenzie, 1er Lord Mackenzie de Kintail, et le Clan MacKenzie avec l'aide du clan allié des Matheson. Après que les MacDonald se furent rendus, le château fut rasé. Les MacDonald construisirent alors le Château d'Invergarry.
En 1939, le château en ruine fut offert au National Trust for Scotland. De nos jours, on peut encore voir une cour et les restes d'une tour carrée. 